# Campione d'Italia
Campione d'Italia este o comună italiană din provincia Como, regiunea Lombardia și o exclavă a Italiei în cantonul Ticino din Elveția.

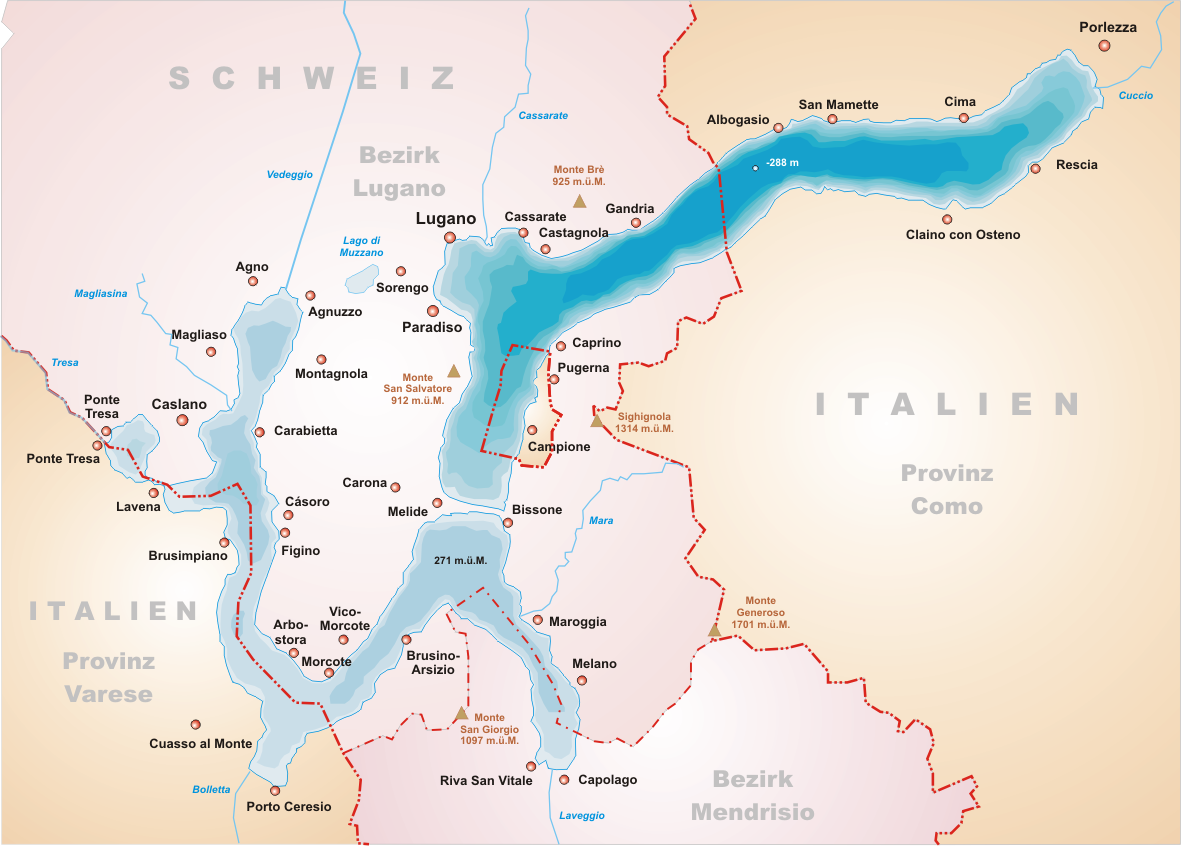
Campione d'Italia, pe harta Lacului Lugano.

## Istoric
Locuitorii localității Campione (care aparținuse în trecut provinciei Tessin, provincie care, la rândul ei, aparținuse regatului Lombardia) n-au fost de acord să devină cetățeni elvețieni în anul 1798, când provincia Tessin a fost atribuită Elveției. Campione a devenit în acest fel o exclavă a regatului Lombardia, iar din 1871 (după unificarea Italiei) o exclavă a Italiei.
Sufixul „d'Italia” a fost adăugat în secolul al XX-lea, la cererea lui Benito Mussolini.

## Demografie
Campione d'Italia - evoluția demografică

|  | Graficele sunt indisponibile din cauza unor probleme tehnice. Mai multe informații se găsesc la Phabricator și la wiki-ul MediaWiki. |

Date: Recensăminte sau birourile de statistică - grafică realizată de Wikipedia

## Galerie de imagini

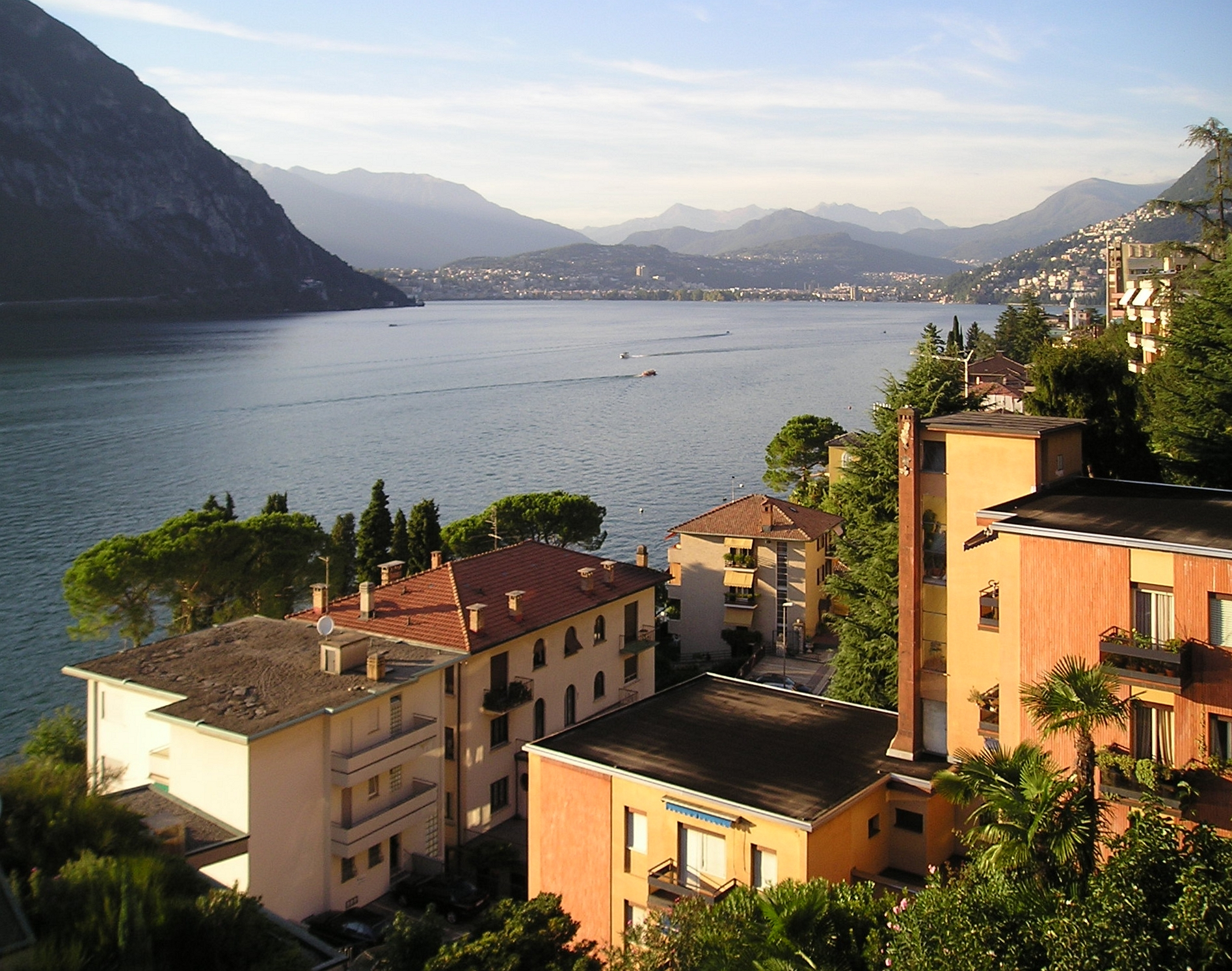
Campione d'Italia
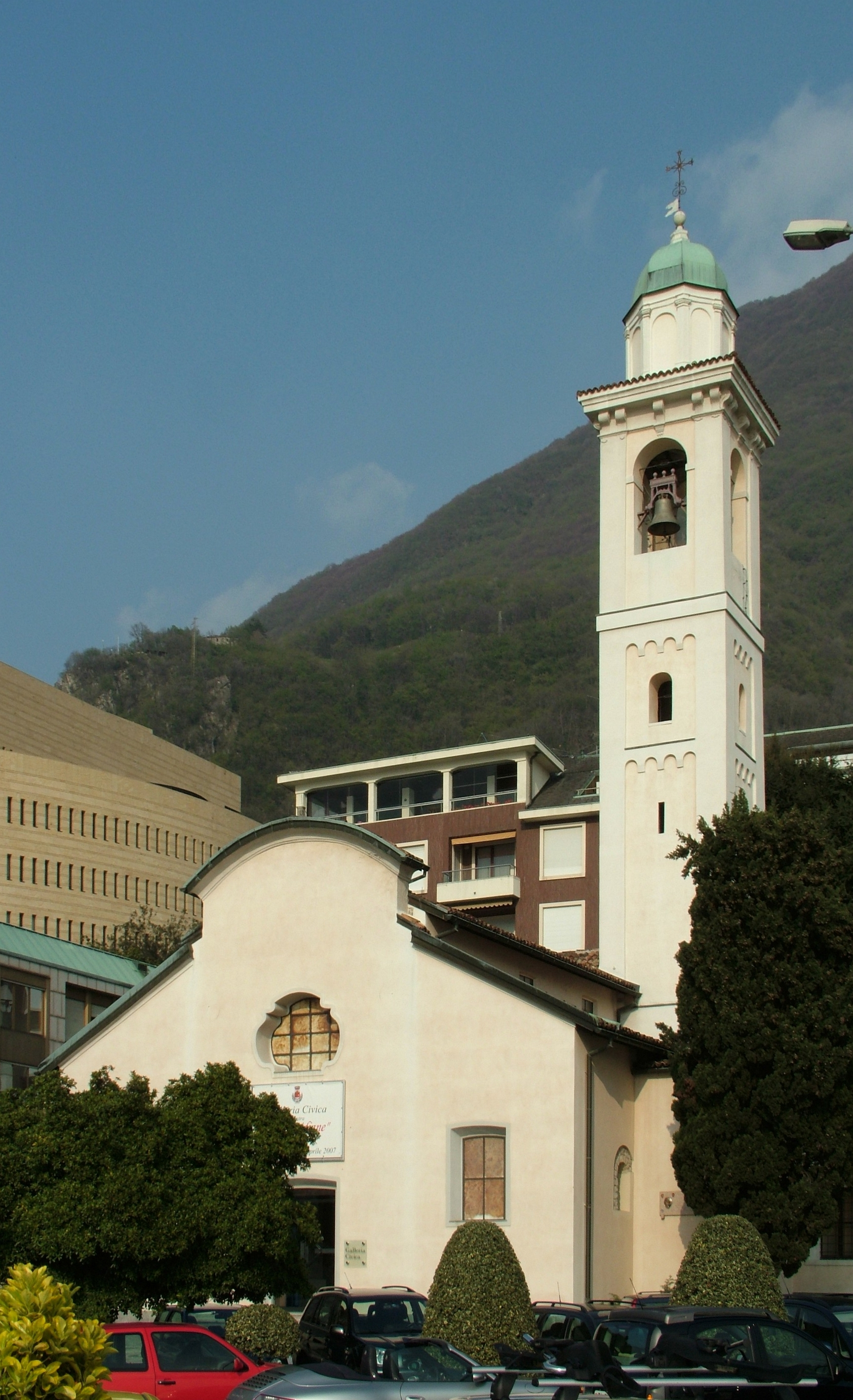
Campione d'Italia
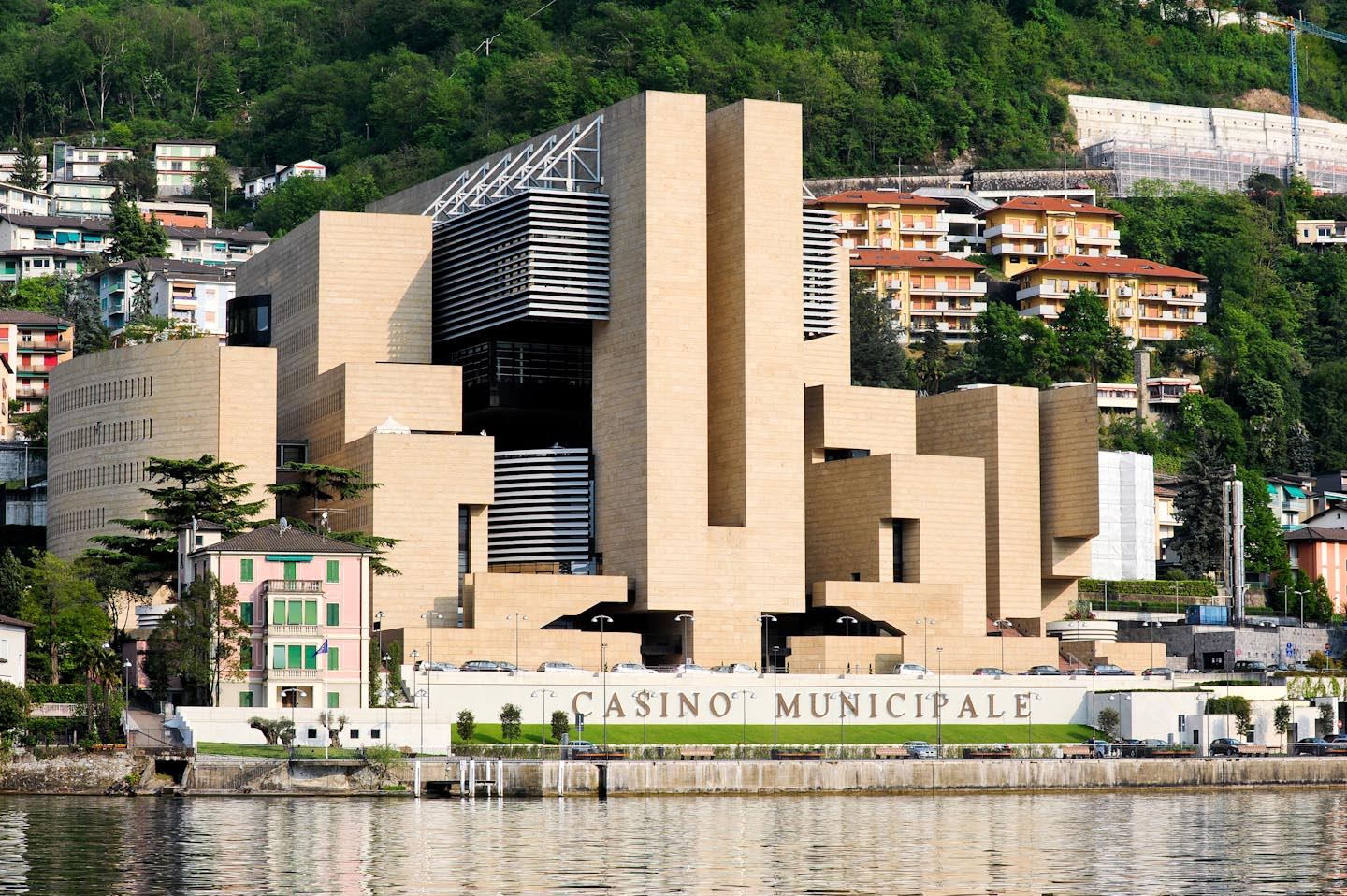
Casinoul municipal
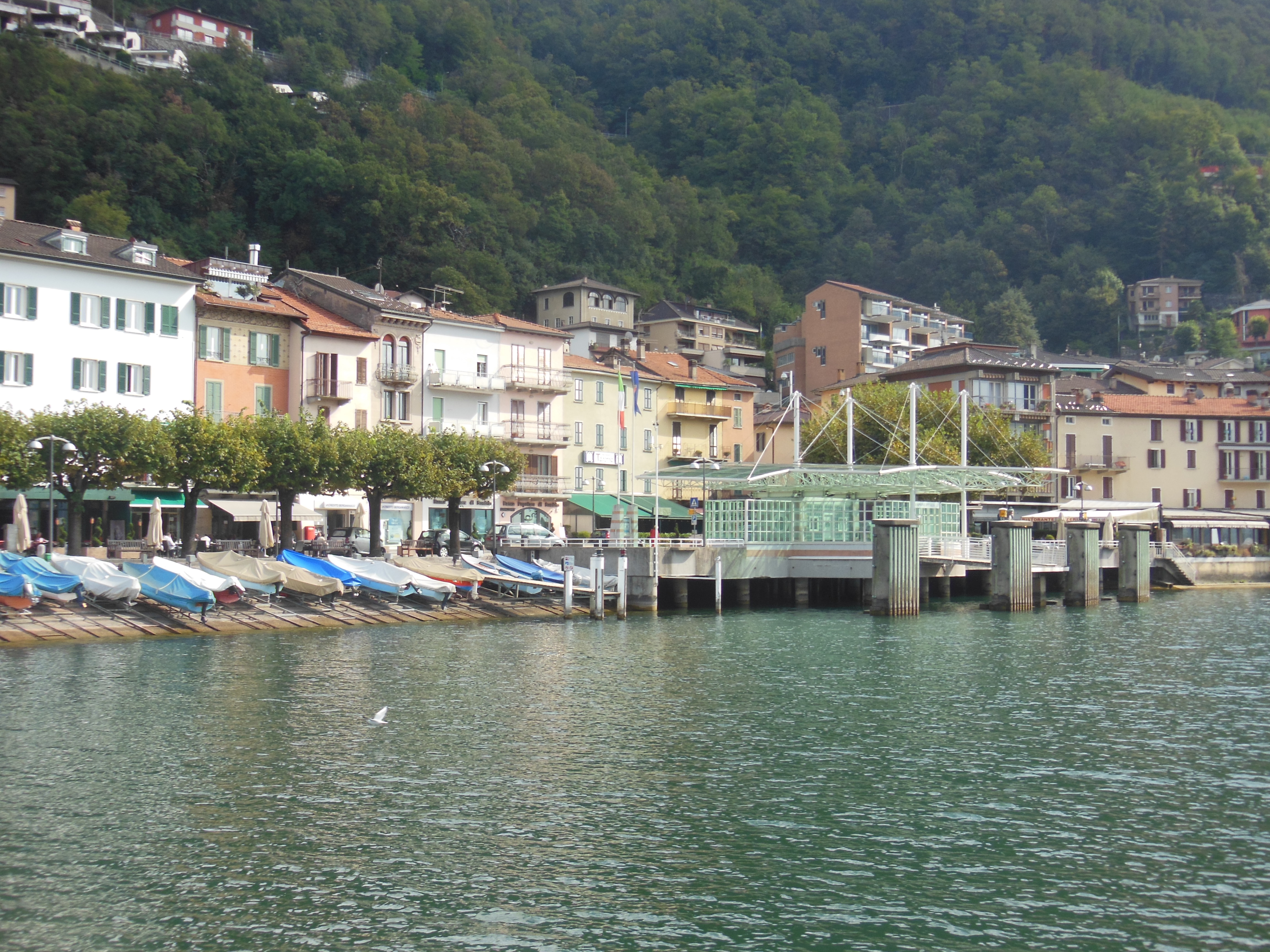
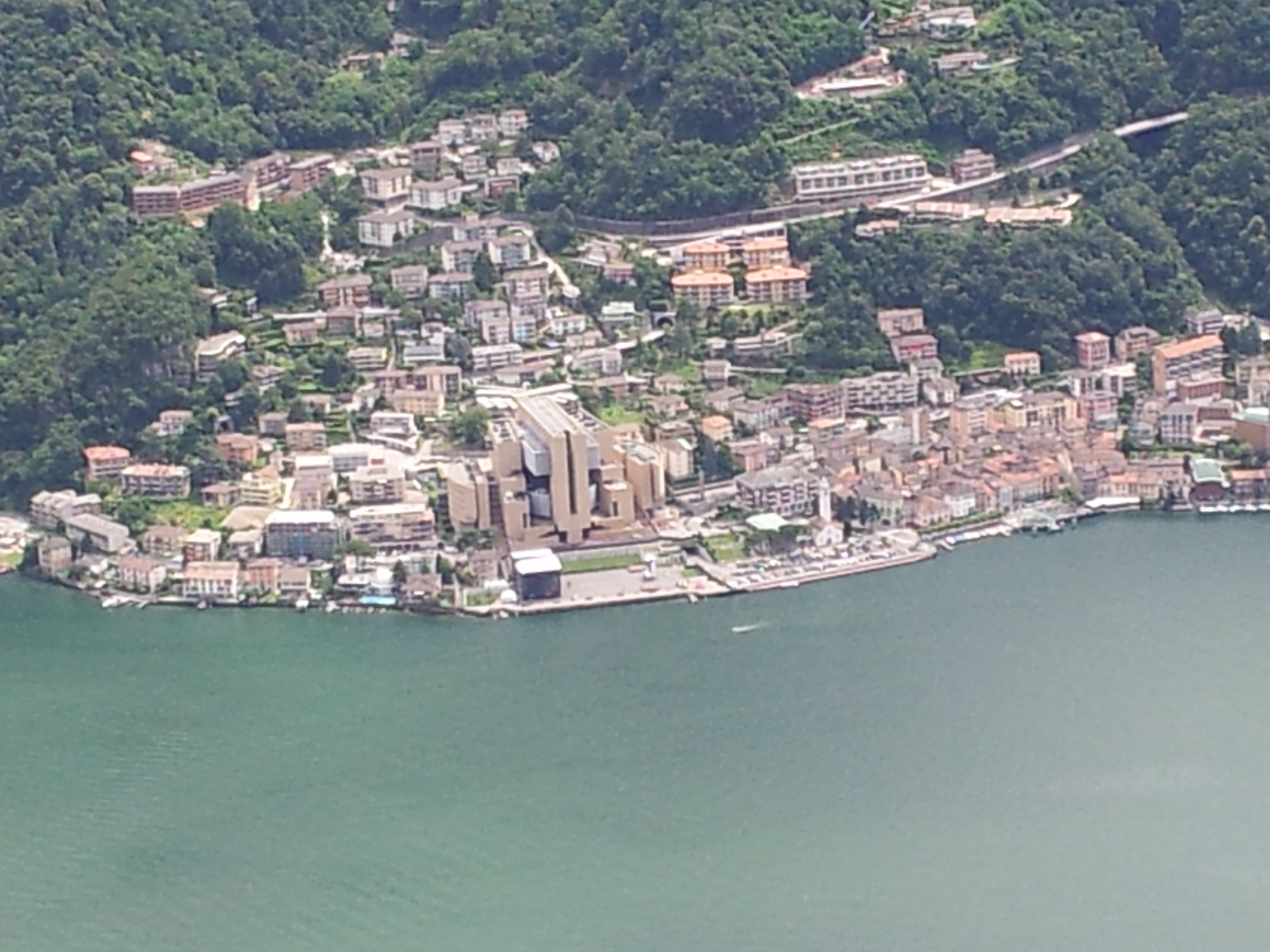
Vedere din Monte San Salvatore